# Mandl (Eurasburg)
Mandl ist ein Ortsteil der oberbayerischen Gemeinde Eurasburg im Landkreis Bad Tölz-Wolfratshausen. Die Einöde liegt circa eineinhalb Kilometer westlich von Beuerberg und ist über die Staatsstraße 2064 zu erreichen.